# Tramway d'Elbląg
Le tramway d'Elbląg est le réseau de tramways circulant dans la ville d'Elbląg, en Pologne. Créé en 1895, il compte aujourd'hui 5 lignes, qui desservent 35 arrêts. Quatre des cinq lignes opèrent sept jours par semaine. Il s'agit du second plus ancien réseau de Pologne, après celui de Wrocław.